# Tsendiin Damdinsüren
 (juillet 2017).
Si vous disposez d'ouvrages ou d'articles de référence ou si vous connaissez des sites web de qualité traitant du thème abordé ici, merci de compléter l'article en donnant les références utiles à sa vérifiabilité et en les liant à la section « Notes et références ».
Khatagin Tsendiin Damdinsüren (mongol cyrillique : Хатагин Цэндийн Дамдинсүрэн), né le 14 septembre 1908 dans l'aimag fr Setsen khan, situé en Mongolie-Extérieure, en Chine, sous la Dynastie Qing (actuel sum de Matad (mn), aimag de Dornod en Mongolie), et décédé le 27 mai 1986 à Oulan-Bator, en République populaire de Mongolie, est un écrivain et linguiste mongol. Il a écrit les paroles de l'hymne national de la Mongolie. Il a également retranscrit en mongol moderne, l'Histoire secrète des Mongols.